# Compañía de Ingenieros 5
La Compañía de Ingenieros 5 (Ca Ing 5) fue una subunidad independiente del Ejército Argentino con asiento de paz en la guarnición militar de Salta y con dependencia orgánica de la V Brigada de Infantería.

## Reseña
En 1964 como parte de una reestructuración del Ejército fue creada la Ca Ing M 5, con asiento de paz en la guarnición militar de Salta y con dependencia orgánica de la V Brigada de Infantería.
Una fracción (11 soldados y 2 suboficiales) de la Ca Ing 5 fue protagonista del Combate de Manchalá (28 de mayo de 1975), librado contra una columna del ERP en un paraje de la Ruta 38, provincia de Tucumán, el marco del Operativo Independencia.
En 1982 dejó la aptitud de montaña y fue denominada Ca Ing 5. En 1994 la superioridad resolvió transformar esta subunidad en el Batallón de Ingenieros 5, unidad táctica en la misma guarnición y la misma gran unidad de combate.